# NGC 2266
NGC 2266 est un amas ouvert, situé dans la constellation des Gémeaux. Il a été découvert par l'astronome germano-britannique William Herschel en 1785.
NGC 2266 est à environ 3 400 pc (∼11 100 al) du système solaire et les dernières estimations donnent un âge de 631 millions d'années. La taille apparente de l'amas est de 5,0 minutes d'arc, ce qui, compte tenu de la distance, donne une taille réelle maximale d'environ 16,1 années-lumière. 
Selon la classification des amas ouverts de Robert Trumpler, cet amas renferme entre 50 et 100 étoiles (lettre m) dont la concentration est moyennement faible (II) et dont les magnitudes se répartissent sur un  intervalle moyen (le chiffre 2).